# Aphanosauria
Aphanosauria (do grego "lagartos escondidos" ou "lagartos obscuros") é um grupo de arcossauros extintos, que inclui Spondylosoma absconditum (Brasil), Yarasuchus (Índia), Dongusuchus (Rússia) e Teleocrater rhadinus (Tanzânia), de acordo com Nesbitt e colaboradores (2017). São Avemetatarsalia basais, quadrúpedes e carnívoros, com pescoço alongado, a maioria do Período Triássico. Eles apresentam características compartilhadas tanto com dinossauros, quanto pterossauros basais, porém ainda retêm a condição crurotarsiana nos tornozelos (uma projeção do astrágalo se encaixa no calcâneo, de forma que há flexibilidade entre esses dois dois ossos).